# Guatemalas rigsvåben
Guatemalas rigsvåben er designet af den schweizisiske kunster og gravør Jean-Baptiste Frener, der levede i
Guatemala fra 1854 til sin død i 1897. Det indgår også i landets flag.
Våbnet består af:
- En krans af olivengrene, der repræsenterer sejr
- Nationalfuglen quetzal, der symboliserer frihed
- En pergamentrulle med datoen 15. september 1821, som er datoen for Centralamerikas løsrivelse fra Spanien
- To krydsede Remington-rifler, hvilket indikerer Guatemalas villighed til at forsvare sig selv med væbnede styrker om nødvendigt
- To krydsede sværd, hvilket refererer til ære